# 471926 Jormungandr
471926 Jormungandr este o planetă minoră (asteroid potențial periculos⁠(d)) din Asteroid Apollo. A fost descoperită pe 28 mai 2013 la Observatorul din Haute-Provence de Jost Jahn⁠(d) și a fost numită după Jormungand. 
Obiectul prezintă o orbită caracterizată de o semiaxă mare de 1,465671493646 UAi, o excentricitate de 0,85071804902469, o înclinație de 23,545725367423 ° în raport cu ecliptica.